# Detlef Rosellen
Detlef Rosellen (* 31. Oktober 1946 in Minden) ist ein ehemaliger deutscher Fußballspieler. 

## Werdegang
Der Stürmer und Linksaußen Detlef Rosellen begann seine Karriere bei Minden 05. Im Jahre 1963 gehörte er der A-Jugendmannschaft unter Trainer Detlev Brüggemann an, die durch einen 2:1-Sieg über den VfL Bochum Westfalenmeister wurde. Anschließend rückte er in die erste Mannschaft der Mindener auf stieg mit den 05ern im Jahre 1966 in die Landesliga auf. Zwei Jahre später wechselte er zum norddeutschen Regionalligisten FC St. Pauli und wurde unter Trainer Erwin Türk mit den Hamburgern Dritter. Sein Regionalligadebüt hatte am 17. August 1968 einen 3:1-Heimerfolg gegen Concordia Hamburg gebracht und der Neuzugang aus Minden hatte auf Linksaußen an der Seite von Mittelstürmer Ulrich Kallius gestürmt. Nach nur einem Jahr am Millerntor wechselte er zum Ligarivalen 1. SC Göttingen 05. Mit den schwarz-gelben Nullfünfern belegte er unter Trainer Hans Hipp und an der Seite von Mitspielern wie Heinz-Dieter Hansing, Peter Klepatz, Thomas Rohrbach und Hans-Joachim Weller nach 31 Ligaeinsätzen mit vier Toren den fünften Rang. Jetzt schloss er sich im Sommer 1970 dem SV Röchling Völklingen zur Saison 1970/71 an.
Mit den Völklingern wurde Rosellen in seiner zweiten Saison im Saarland, in der Saison 1971/72, unter Trainer Radoslav Momirski Vizemeister der Regionalliga Südwest und zog in die Aufstiegsrunde zur Bundesliga ein. Dort wurden die Saarländer mit Spielern wie Jürgen Stars (Torhüter), Klaus Hommrich, Hans-Werner Kremer, Robert Pötzschke, Claus Schygulla, Klaus Ondera und Walter Spohr hinter Kickers Offenbach, Rot-Weiss Essen, St. Pauli und Wacker 04 Letzter. Rosellen kehrte daraufhin nach Nordrhein-Westfalen zurück und wechselte zur SG Wattenscheid 09, mit denen er im letzten Jahr der alten zweitklassigen Regionalliga 1973/74 Meister der Regionalliga West wurde. Im Mittelfeld angetrieben von Jürgen Jendrossek und Hannes Bongartz lief der Angriff der Wattenscheider zumeist mit Helmut Horsch, Ewald Hammes und Rosellen auf. In der folgenden Aufstiegsrunde zur Bundesliga wurde das Team von Trainer Karl-Heinz Feldkamp Dritter.
Anschließend spielte Rosellen noch drei Jahre für Wattenscheid in der neu geschaffenen 2. Bundesliga, bevor er 1977 seine Karriere beendete. In das Debütjahr des neuen Bundesligaunterbaus startete die Mannschaft aus dem Lohrheidestadion mit dem Neuzugang aus Argentinien, Carlos Babington, da der bisherige Spielmacher Bongartz zum FC Schalke 04 gewechselt war.
Detlef Rosellen absolvierte 62 Spiele in der 2. Bundesliga und erzielte dabei sieben Tore. Dazu kommen 171 Regionalligaspiele und 22 Tore sowie 14 Aufstiegsrundenspiele, in denen er zwei Tore erzielte. Nach dem Ende seiner Laufbahn arbeitete er in der Firma Steilmann des Wattenscheider Präsidenten Klaus Steilmann.